# اما آسپ
اما آسپ (انگلیسی: Emma Asp؛ زادهٔ ۲۴ ژوئن ۱۹۸۷) بازیکن فوتبال اهل سوئد است.